# Scipopus
Scipopus (лат.) — род двукрылых из семейства ходуленожек (Micropezidae). Известно около 50 видов. Центральная и Южная Америка.

## Описание
Мухи среднего и крупного размера, длиной 1—2 см. Scipopus входит в кладу, характеризующуюся равномерно короткими волосками на скапусе и костагиуме, в рамках которой род дополнительно диагностируется по сочетанию короткого третьего костального сектора (С3), длина которого не превышает половины длины М, хорошо выраженной заднедорсальной борозды, по крайней мере, на базальных ⅓ — ½ задних голеней, и большого расстояния (> 2,5 раз больше длины глазничного треугольника) между задней вершиной лобной витты и глазничным треугольником.

## Биология
Ранее о биологии этого рода было известно немного. Самки Scipopus (Phaeopterina) alces, S. (S.) nigripennis, S. (S.) erythrocephalus и S. (S.) cartaboensis были отмечены откладывающими яйца в гниющей древесине. Некоторые самки Scipopus s. str. (включая S. (S.) souzalopesi) были замечены и сфотографированы вставляющими голову в многочисленные норы жуков перед откладкой яиц в выбранную норку. Самки Scipopus (Phaeopterina) narupa были отмечены в Эквадоре, где они питались теми же навозными приманками, что и самцы и самки S. (S.) chalybeus; во время питания оба вида медленно вытягивали средние и задние ноги в сторону других насекомых, привлеченных навозом, предположительно для сохранения пространства между ними. Самки Scipopus (Phaeopterina) stigmatica неоднократно наблюдались и фотографировались при кормлении с брюшком, направленным вверх; аналогичное поведение отмечено здесь для S. (Ph.) narupa. Самцы по крайней мере некоторых видов демонстрируют ухаживание за самками; во время копуляции самцы гладят самок и выделяют срыгиваемую ротовую жидкость, которая, вероятно, служит брачным подарком. Плевральный мешок самца (припухлость на брюшке P2, предположительно служащая для рассеивания феромонов) часто раздувается у живых самцов, и на фотографиях нового вида Scipopus (Phaeopterina) он выглядит заметно раздутым. Исследованные экземпляры Scipopus s. str. в основном были собраны на поваленных или спиленных деревьях, на навозных приманках или в ловушках Малеза; меньше их было собрано на стоящих деревьях или на листьях на высоте 0,6—1,2 м от земли.
Взрослые особи Scipopus часто ассоциируются с форетическими ложноскорпионами, в большей степени, чем представители других родов Micropezidae. Вероятно, этому способствуют крупные размеры видов Scipopus и частота посещения ими поваленных деревьев (общее место обитания псевдоскорпионов).

## Распространение
Центральная и Южная Америка. Scipopus встречаются от Мексики до Аргентины на высотах 0-2700 м.

## Классификация
Около 50 видов. Род и несколько его видов были впервые описаны в 1922 году немецким энтомологом Гюнтер Эндерляйн (1872—1968). Род состоит из трёх подродов: Scipopus s. str., Phaeopterina (включая Pseudeurybata) и Parascipopus в составе подсемейства Taenipterinae. Scipopus относят к трибе Rainieriini, sensu Cresson (1938) (широко известной как Grallipezini, sensu Aczél 1951), парафилетической группе, характеризующейся короткой анальной ячейкой (cua).
- Scipopus (Parascipopus) alturas Lindsay & Marshall, 2023
- Scipopus (Parascipopus) fenestratus Lindsay & Marshall, 2023
- Scipopus (Parascipopus) kubus Lindsay & Marshall, 2023
- Scipopus (Parascipopus) manifestus  (Wulp, 1897)
- Scipopus (Parascipopus) monteverde Lindsay & Marshall, 2023
- Scipopus (Parascipopus) nigriscapus Lindsay & Marshall, 2023
- Scipopus (Parascipopus) otisi Lindsay & Marshall, 2023
- Scipopus (Parascipopus) savegre Lindsay & Marshall, 2023
- Scipopus (Parascipopus) tico Lindsay & Marshall, 2023

- Scipopus (Phaeopterina) alces  (Marshall, 2016)[4]
- Scipopus (Phaeopterina) argentum Lindsay & Marshall, 2023
- Scipopus (Phaeopterina) brevifurca  Enderlein, 1922[2]
- Scipopus (Phaeopterina) browni  (Marshall, 2016)[4]
- Scipopus (Phaeopterina) brunneus Lindsay & Marshall, 2023
- Scipopus (Phaeopterina) compeditus  Hennig, 1934[5]
- Scipopus (Phaeopterina) dasypogon  (Marshall, 2016)[4]
- Scipopus (Phaeopterina) fraudator Lindsay & Marshall, 2023
- Scipopus (Phaeopterina) gorgonae  Hennig, 1935[6]
- Scipopus (Phaeopterina) guatemalensis  (Marshall, 2016)[4]
- Scipopus (Phaeopterina) heteropus  (Frey, 1927)
- Scipopus (Phaeopterina) lineatus Lindsay & Marshall, 2023
- Scipopus (Phaeopterina) melaneuris  Cresson, 1926
- Scipopus (Phaeopterina) metallicus Lindsay & Marshall, 2023
- Scipopus (Phaeopterina) musculosus Lindsay & Marshall, 2023
- Scipopus (Phaeopterina) narupa Lindsay & Marshall, 2023
- Scipopus (Phaeopterina) noturgidus Lindsay & Marshall, 2023
- Scipopus (Phaeopterina) quetzal Lindsay & Marshall, 2023
- Scipopus (Phaeopterina) rufilabris  Enderlein, 1922[2]
- Scipopus (Phaeopterina) sexguttatus  Enderlein, 1922
- Scipopus (Phaeopterina) stigmatica  (Hennig, 1935)
- Scipopus (Phaeopterina) turgidus Lindsay & Marshall, 2023
- Scipopus (Phaeopterina) uniformis Lindsay & Marshall, 2023
- Scipopus (Phaeopterina) vee Lindsay & Marshall, 2023
- Scipopus (Phaeopterina) zeta  (Marshall, 2016)[4]

- Scipopus (Scipopus) belzebul  (Schiner, 1868)[7]
  - =Scipopus bolivianus  Hennig, 1934[5]
- Scipopus (Scipopus) brikelos Lindsay & Marshall, 2023
- Scipopus (Scipopus) calocephalus  (Bigot, 1886)
  - =Scipopus frit  Cresson, 1926
- Scipopus (Scipopus) cartaboensis  Cresson, 1926
- Scipopus (Scipopus) chalybeus  Hennig, 1934[5]
- Scipopus (Scipopus) convexus Lindsay & Marshall, 2023
- Scipopus (Scipopus) diversus  (Schiner, 1868)
- Scipopus (Scipopus) erythrocephalus  (Fabricius, 1805)
  - = Scipopus alvarengai  Albuquerque, 1972[8]
- Scipopus (Scipopus) furcifer  Hennig, 1934[5]
- Scipopus (Scipopus) lateralis  Hennig, 1934
- Scipopus (Scipopus) nigripennis  (Hendel, 1922)
  - =Scipopus albimanus  Enderlein, 1922[2]
  - =Scipopus limbativertex  Enderlein, 1922
- Scipopus (Scipopus) nitidus Lindsay & Marshall, 2023
- Scipopus (Scipopus) planus Lindsay & Marshall, 2023
- Scipopus (Scipopus) souzalopesi  Albuquerque, 1972[9]
- Scipopus (Scipopus) striatithorax  Hennig, 1934[5]
- Scipopus (Scipopus) wokomung Lindsay & Marshall, 2023